# Amplissima Terrae Sanctae descriptio ad utriusque Testamenti intelligentiam

Das Pariser Exemplar der Karte des Heiligen Landes

Amplissima Terrae Sanctae descriptio ad utriusque Testamenti intelligentiam (lat. Sehr ausführliche Beschreibung des Heiligen Landes, um die beiden Testamente verstehen zu können) ist der Name des ersten selbständigen Kartenwerkes von Gerhard Mercator. Die Karte erschien 1537 und begründete den Ruf Mercators als Autorität der Bibelauslegung.

## Geschichte
Ab 1534 war Gerhard Mercator für den Löwener Globenbauer und Kartografen Gemma Frisius tätig. Als erste vollständig eigenständige Arbeit schuf Mercator 1537 die Karte des Heiligen Landes. Mercator versuchte mit dem Werk, die biblischen Aussagen und die sich formierenden Naturwissenschaften des 16. Jahrhunderts in Einklang zu bringen. Diese Motivation durchzieht auch viele weitere Arbeiten des Kartografen.
Mercator widmete sein Erstlingswerk dem kaiserlichen Rat Franciscus van Craneveld (1485–1564), der in Löwen eine bedeutende Persönlichkeit war. Beim Verzeichnis der Orte auf der Karte dienten ihm die im Alten und Neuen Testament genannten Städte und Baulichkeiten als Vorlage. Daneben griff Mercator aber auch auf zeitgenössische Werke zurück, wie dem des Wiener Professors Jakob Ziegler. Ziegler beschrieb in seinem „Terrae Sanctae quam Palestinam nominant, Syriae, Arabiae, Aegypti & Scondiae“ die Orte im Heiligen Land und in Skandinavien. Ab 1536 waren dem Ziegler-Werk mehrere Karten beigegeben, die Mercator als Vorlage verwendete.
Der Erfolg der Karte war „eigentlich garantiert.“ In der ersten Hälfte des 16. Jahrhunderts versuchten katholische wie lutherische Bibelleser die Lektüre der Heiligen Schrift durch Kartenmaterial zu vertiefen. Deshalb war der Verkauf der Karte langanhaltend. Noch im Jahr 1568 musste Mercator 100 Exemplare der Karten an seinen Verleger Plantijn in Antwerpen liefern. Die Karte begründete Mercators Autorität als Bibelausleger, die er zeitlebens bewahren sollte. Außerdem gelang es ihm mit dem Werk, die 1536 eingegangene Ehe mit Barbara Schellekens zu finanzieren.

## Beschreibung
Die Karte des Heiligen Landes weist eine Gesamtgröße von 67 × 122 Zentimetern (ohne Rand 55 × 110 Zentimetern) auf. Sie ist nicht genordet, sondern wurde nach Nordwesten ausgerichtet und besitzt einen Maßstab von etwa 1:310.000 (oder 1:300.000). Insgesamt besteht die Wandkarte aus sechs Einzelkarten, die zu zwei Reihen von jeweils drei Karten montiert werden können. Dargestellt ist der Raum zwischen dem Delta des Nils, der Sinaihalbinsel und dem Libanon. Ein siebtes Blatt ist dem Kartenrahmen vorbehalten. Hier ist auch der Kartentitel vermerkt.
Im Mittelpunkt der Darstellung stehen die Handlungen der Bibel. Besonders der Zug der Israeliten durch die ägyptische Wüste ins Gelobte Land (Exodus) erfährt besondere Beachtung. Eine am unteren rechten Rand der Karte angebrachte Kartusche erläutert die Route des Auszugs in insgesamt 42 Punkten. Mit der Arbeit bestätigte Mercator auch die Vorstellungen der Zeitgenossen, die Beschreibungen der Bibel als reale Ereignisse zu werten.

## Exemplare
Von der Karte des Heiligen Landes haben sich heute (Stand: 2022) nur noch zwei Exemplare erhalten. Obwohl die Karte hohe Verkaufszahlen erreichte und auch noch Jahre nach ihrem Erscheinen verkauft wurde, sind diese Zahlen durch den Umgang mit solchen Karten verständlich: Bei den sechs Einzelblättern der Karte bestand in der Vergangenheit immer wieder die Gefahr der Zerstörung und des Verlustes. War eine Karte verderbt, wurden die restlichen Teile meist entsorgt.
- Perugia, Biblioteca Comunale Augusta: Die Karte des Heiligen Landes wurde im Jahr 1926 vom Kartografiehistoriker Roberto Almagià entdeckt. Sie befindet sich in einem Sammelband mit anderen Karten Mercators, unter anderem der Karte der Britischen Inseln von 1564.
- Paris, Bibliothèque nationale de France: Die Pariser Karte wurde als Wandkarte montiert. Sie wurde zwischen 1589 und 1595 bei Claes Janszoon Visscher gedruckt und 1972 vom Historiker Marcel Destombes entdeckt.[4]